# Youngstown (Ohio)
Youngstown é uma cidade localizada no estado norte-americano de Ohio, no Condado de Mahoning e Condado de Trumbull. A cidade foi fundada em 1796.

## Demografia
Segundo o censo norte-americano de 2000, a sua população era de 82.026 habitantes.
Em 2006, foi estimada uma população de 81.520, um decréscimo de 506 (-0.6%).
Segundo a estimativa os EUA Censo de 2007, o Youngstown-Warren-Boardman Metropolitan Statistical Area (MSA), contém 570.704 pessoas e inclui municípios de Mahoning e Trumbull, em Ohio, e Mercer County, na Pensilvânia. A região do Vale do Aço como um todo (incluindo-Youngstown Warren e de Sharon Farrell-Castelo Novo, Pensilvânia) é composto por 679.402 habitantes.

## Geografia
De acordo com o United States Census Bureau tem uma área de 88,7 km², dos quais 87,8 km² cobertos por terra e 0,9 km² cobertos por água. Youngstown localiza-se a aproximadamente 328 m acima do nível do mar.

## Localidades na vizinhança
O diagrama seguinte representa as localidades num raio de 8 km ao redor de Youngstown.